# Tonge with Haulgh
Tonge with Haulgh var en civil parish från 1866 till 1895 då den blev en del av Bolton, i grevskapet Lancashire (nu Greater Manchester), i England. Denna civil parish hade 10 735 invånare år 1891. Denna ward hade 13 517 invånare år 2021.